# Selección de fútbol de Tamil Nadu
La Selección de fútbol de Tamil Nadu es el equipo representativo de Tamil Nadu, India en el Trofeo Santosh.
El equipo ha aparecido en la final del Trofe Santosh por dos veces, en 1972-73 y en 2011-12, y en ambas oportunidades ha salido subcampeón. Antes de 1972, el equipo competía con el nombre de Madras.
Algunos de los exjugadores del estado de Tamil Nadu son P. Nageshwara Rao, A. Satyanarayanan, Gandhi (RBI), Guna Singh, Samson Gunapandian, Koshy, Kumar, Thomas, Arumaiyanayagam, Thanikachalam, Thangaraj, Chandran Jeypal, Dhanapathy, Sriramulu, Gurunathan. , Sundarajan, Viswanathan, Edwin Ross (extremo), Rajamanickam (portero), Syed Sabir Pasha, Raman Vijayan, Kalia Kulothungan y Orlando Rayen.

## Palmarés
- Trofeo Santosh

Subcampeoatos: 2

1972-73, 2011-12 